# Enigma (Georgia)
Enigma is een plaats (town) in de Amerikaanse staat Georgia, en valt bestuurlijk gezien onder Berrien County.

## Demografie
Bij de volkstelling in 2000 werd het aantal inwoners vastgesteld op 869.
In 2006 is het aantal inwoners door het United States Census Bureau geschat op 882, een stijging van 13 (1.5%).

## Geografie
Volgens het United States Census Bureau beslaat de plaats een oppervlakte van
8,5 km², waarvan 8,4 km² land en 0,1 km² water.

## Plaatsen in de nabije omgeving
De onderstaande figuur toont nabijgelegen plaatsen in een straal van 24 km rond Enigma.